# Miffy Englefield
Rebecca Lauren P Englefield, meglio nota come Miffy Englefield (Basingstoke, 20 marzo 1999), è un'attrice inglese.
Nata con il nome di Rebecca, i suoi genitori decisero di darle il nomignolo di Miffy per via dei suoi capelli sempre disordinati. A 2 anni i suoi genitori si separarono e lei e i due fratelli rimasero con il padre. Quando la famiglia rimase senza casa, Miffy iniziò a dedicarsi alla recitazione e poco prima del suo quinto compleanno si iscrisse ad una scuola di recitazione.
Nel 2006, a 6 anni, debuttò al cinema, interpretando Sophie, una delle due figlie di Jude Law in L'amore non va in vacanza; la regista del film, Nancy Meyers, la scelse tra centinaia di ragazzine.
In seguito riuscì anche a prendere parte in televisione, alla serie Casualty, tra il 2008 e il 2010, nella parte di Amelia.

## Filmografia
- L'amore non va in vacanza (2006)
- The Whistleblowers (1 episodio, 2007)
- Casualty (2008-2010)
- Beautiful Enough (2011) - cortometraggio